# Budynek przy ulicy Zamkowej 1 w Wieliczce
Budynek przy ulicy Zamkowej 1 – zabytkowy budynek znajdujący się przy ulicy Zamkowej 1 w Wieliczce.
Budowa budynku przy ul. Zamkowej 1 skończyła się około 1878 roku.

## Lokalizacja
Budynek administracyjnie znajduje się na terenie Osiedla Śródmieście przy ulicy Zamkowej 1 w Wieliczce. Obecnie obok niego znajduje się urząd skarbowy oraz Rynek Górny.